# Balungao
Balungao (Bayan ng Balungao) är en kommun i Filippinerna. Kommunen ligger på ön Luzon, och tillhör provinsen Pangasinan. Folkmängden uppgår till 23 813 invånare.

## Barangayer
Balungao är indelat i 20 barangayer.
| - Angayan Norte - Angayan Sur - Capulaan - Esmeralda - Kita-kita - Mabini - Mauban - Poblacion - Pugaro - Rajal | - San Andres - San Aurelio 1st - San Aurelio 2nd - San Aurelio 3rd - San Joaquin - San Julian - San Leon - San Marcelino - San Miguel - San Raymundo |